# Stefania Dobrowolska
Stefania Dobrowolska – polska „Sprawiedliwa wśród Narodów Świata”.

## Życiorys
W trakcie II wojny światowej była zaangażowana w pomoc ludności żydowskiej. Swoje mieszkanie w Białymstoku wynajmowała Niemcowi - urzędnikowi, który nie był przychylny nazistom, o nazwisku Herbert Coehn. Pomagał on Żydomː Meirowi i Paulinie Stein wraz z ich pięcioletnim synem Izraelem, którzy uciekli we wrześniu 1939 r. do Wilna, a po zajęciu miasta przez Niemców w 1941 r. trafili do getta w Białymstoku. Ochraniał ich w mieszkaniu Dobrowolskiej, którą wtajemniczył w cały proceder. Dobrowolska starała się zachować tajemnicę przed sąsiadami i dzięki swojej determinacji i odwadze nie dopuściła do ujawnienia jej władzom. Trzej członkowie rodziny Steinów ukrywali się od września 1943 r. do wyzwolenia miasta przez Armię Czerwoną w lipcu 1944 r.
18 października 1982 r. Instytut Jad Waszem uhonorował Stefanię Dobrowolską medalem „Sprawiedliwy wśród Narodów Świata”.